# Jeff Green
Jeffrey Lynn Green (Cheverly (Maryland), 28 augustus 1986) is een Amerikaanse basketballer in de NBA. Hij speelde voor Georgetown University tot na zijn derde jaar, toen werd hij in de 2007 NBA Draft gekozen. Hij werd geselecteerd als vijfde overall door de Boston Celtics en werd vervolgens verhandeld aan Seattle SuperSonics.

## Achtergrond
Green zat op school bij Northwestern High School in Hyattsville, Maryland, waar hij de NHS Wildcats naar de provinciale basketbal kampioenschappen heeft geleid in 2004.

## Carrière

### NCAA
Green werd gerecruteerd om voor Georgetown University te spelen door coach Craig Esherick in 2003. Esherick werd echter ontslagen voordat Green er was en John Thompson III werd ingehuurd als de nieuwe coach. De twee bovenste rekruten van Eshericks, Green en Roy Hibbert waren de twee belangrijkste componenten voor het toekomstige succes van Thompson.

### NBA
28 juni 2007 werd Green gekozen als 5e overall in de 2007 NBA Draft door de Boston Celtics. Hij werd echter gelijk doorgeruild naar de Seattle SuperSonics.Hij droeg het nummer 22 voor de SuperSonics, die later hun naam veranderde in Oklahoma City Thunder na hun verhuizing naar Oklahoma City. Green wordt vertegenwoordigd door David Falk en werd de eerste speler die met Falk heeft getekend sinds John Lucas III in 2005.
Op 24 februari 2011, werd Green samen met Nenad Krstic en een toekomstig eerste ronde draft-pick van de Boston Celtics geruild voor Kendrick Perkins en Nate Robinson. Hij draagt nummer 8 in Boston.
Juist voor de start van het seizoen 2012-2013 sloeg het noodlot toe. Bij onderzoeken werd vastgesteld dat Jeff Green last had van een hartkwaal endat een operatie noodzakelijk was. Hierdoor kon hij geen enkele wedstrijd spelen in dat seizoen. Gelukkig verliep de operatie goed en kan hij weer beginnen basketten in het volgende seizoen.

## NBA-statistieken
| Legenda | Legenda                | Legenda | Legenda                 | Legenda | Legenda               |
| ------- | ---------------------- | ------- | ----------------------- | ------- | --------------------- |
| WG      | Wedstrijden gespeeld   | WS      | Wedstrijden als starter | MPW     | Minuten per wedstrijd |
| 2P%     | Twee-punterpercentage  | 3P%     | Drie-punterpercentage   | VW%     | Vrije-worppercentage  |
| RPW     | Rebounds per wedstrijd | APW     | Assists per wedstrijd   | SPW     | Steals per wedstrijd  |
| BPW     | Blocks per wedstrijd   | PPW     | Punten per wedstrijd    | Vet     | Hoogste in carrière   |

### Regulier seizoen
| Seizoen  | Team                  | WG  | WS  | MPW  | 2G%  | 3P%  | FW%  | RPW | APW | IPW | BPW | PPW  |
| -------- | --------------------- | --- | --- | ---- | ---- | ---- | ---- | --- | --- | --- | --- | ---- |
| 2007–08  | Seattle SuperSonics   | 80  | 52  | 28.2 | .427 | .276 | .744 | 4.7 | 1.5 | .6  | .6  | 10.5 |
| 2008–09  | Oklahoma City         | 78  | 77  | 36.8 | .446 | .389 | .788 | 6.6 | 2.0 | 1.0 | .4  | 16.5 |
| 2009–10  | Oklahoma City Thunder | 82  | 82  | 37.1 | .453 | .333 | .740 | 6.0 | 1.6 | 1.3 | .9  | 15.1 |
| 2010–11  | Oklahoma City Thunder | 49  | 49  | 37.0 | .437 | .304 | .818 | 5.6 | 1.8 | .8  | .4  | 15.2 |
| 2010–11  | Boston Celtics        | 26  | 2   | 23.4 | .485 | .296 | .794 | 3.3 | .7  | .5  | .6  | 9.8  |
| 2012–13  | Boston Celtics        | 81  | 17  | 27.8 | .467 | .385 | .808 | 3.9 | 1.6 | .7  | .8  | 12.8 |
| 2013–14  | Boston Celtics        | 82  | 82  | 34.2 | .412 | .341 | .795 | 4.6 | 1.7 | .7  | .6  | 16.9 |
| 2014–15  | Boston Celtics        | 33  | 33  | 33.1 | .434 | .305 | .840 | 4.3 | 1.6 | .8  | .4  | 17.6 |
| 2014–15  | Memphis Grizzlies     | 45  | 37  | 30.2 | .427 | .362 | .825 | 4.2 | 1.8 | .6  | .5  | 13.1 |
| 2015–16  | Memphis Grizzlies     | 53  | 31  | 29.1 | .431 | .309 | .800 | 4.5 | 1.8 | .8  | .4  | 12.2 |
| 2015–16  | L.A. Clippers         | 27  | 10  | 26.3 | .427 | .325 | .615 | 3.4 | 1.5 | .7  | .8  | 10.9 |
| Carrière |                       | 636 | 473 | 32.0 | .438 | .339 | .786 | 4.9 | 1.7 | .8  | .6  | 14.0 |

### Play-offs
| Seizoen  | Team                  | WG | WS | MPW  | 2G%  | 3P%  | FW%  | RPW | APW | IPW | BPW | PPW  |
| -------- | --------------------- | -- | -- | ---- | ---- | ---- | ---- | --- | --- | --- | --- | ---- |
| 2010     | Oklahoma City Thunder | 6  | 6  | 37.3 | .329 | .296 | .850 | 4.7 | 1.7 | .7  | .5  | 11.8 |
| 2011     | Boston Celtics        | 6  | 0  | 18.3 | .390 | .417 | .583 | 3.0 | 0.2 | .7  | .5  | 7.3  |
| 2013     | Boston Celtics        | 6  | 6  | 43.0 | .435 | .455 | .844 | 5.3 | 2.3 | .3  | .7  | 20.3 |
| 2015     | Memphis Grizzlies     | 11 | 2  | 27.0 | .333 | .222 | .846 | 4.7 | 1.7 | .5  | .5  | 8.9  |
| 2016     | L.A. Clippers         | 6  | 1  | 26.5 | .457 | .400 | .600 | 3.2 | .7  | 1.0 | .3  | 10.2 |
| Carrière |                       | 38 | 15 | 29.3 | .387 | .355 | .784 | 4.1 | 1.3 | .6  | .5  | 11.0 |

Op 18 april 2017
0 Braun ·
1 Porter ·
5 Caldwell-Pope ·
6 Jordan ·
7 Jackson ·
8 Watson ·
10 White ·
11 Brown ·
13 Bryant ·
14 Smith ·
15 Jokić ·
21 Gillespie ·
22 Nnaji ·
27 Murray ·
31 Čančar ·
32 Green ·
50 Gordon ·
Coach Malone